# 1564 en science
| Années de la science : 1561 - 1562 - 1563 - 1564 - 1565 - 1566 - 1567    |
| Décennies de la science : 1530 - 1540 - 1550 - 1560 - 1570 - 1580 - 1590 |

Cet article présente les faits marquants de l'année 1564 en science.

## Événements
- Ouverture de la mine de graphite de Borrowdale dans le Cumberland en Grande-Bretagne. La fabrication de crayons de plombagine commence[1]. Ce crayon est introduit en France sous Louis XIII[2].

## Publications
- Giulio Cesare Aranzio : De humano foetu libellus ;
- Giovan Battista Bellaso : Il vero modo di scrivere in cifra, ouvrage de cryptologie ;
- Antonio Mizauld : Alexikepus, seu auxiliaris et medicus hortus, rerum varium, & secretorum remediorum accessione locupletatus, 1564, Paris, F. Morelle, 1575 ;
- Ambroise Paré : Dix livres de la chirurgie, avec le magasin des instrumens nécessaires à icelle. Jean Le Royer, Paris, 1564.
- Euclide : Éléments, pour la première fois en traduction française, par Pierre Forcadel.

## Naissances

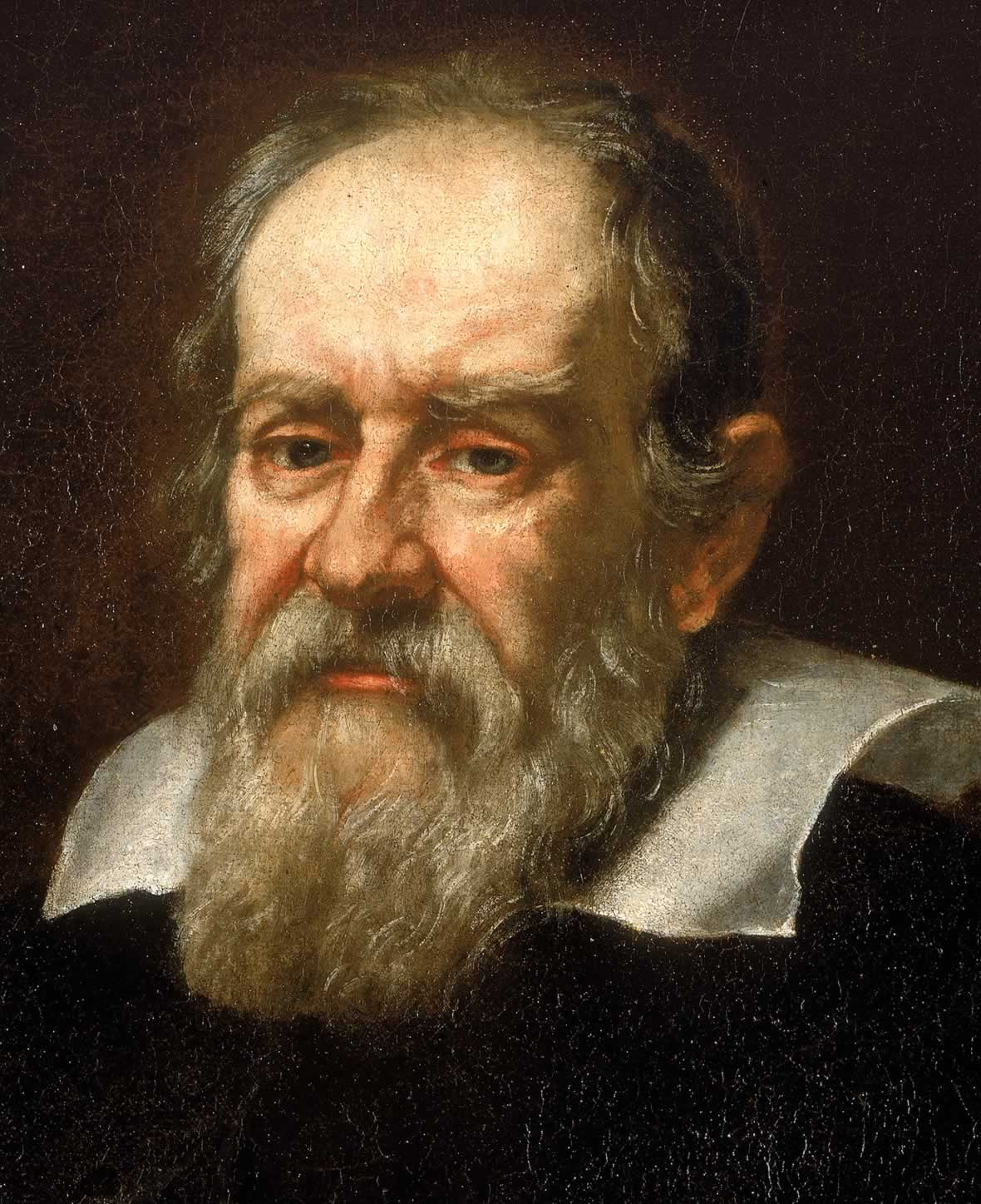
Galilée

- 15 février : Galilée (mort en 1642), mathématicien, physicien et astronome italien[3]. Il est célèbre pour avoir jeté les fondements des sciences mécaniques ainsi que pour sa défense opiniâtre de la conception copernicienne de l'univers.
- 9 mars : David Fabricius (mort en 1617), astronome allemand.

- Jean d'Espagnet (mort en 1637 ou après), magistrat et alchimiste français.
- Pieter Pauw, (mort en 1617), botaniste et médecin néerlandais.
- Nathanael Tarporley (mort en 1632), mathématicien et astronome anglais.

## Décès
- 15 octobre : André Vésale (né en 1514), anatomiste et médecin brabançon.
- 18 octobre : Johannes Acronius Frisius (né probablement en 1520), médecin, astronome et mathématicien hollandais.

- Pierre Belon (né en 1517), naturaliste français.
- Charles Estienne (né en 1504), médecin, imprimeur et écrivain français.